# Arco vulcanico dell'Egeo meridionale

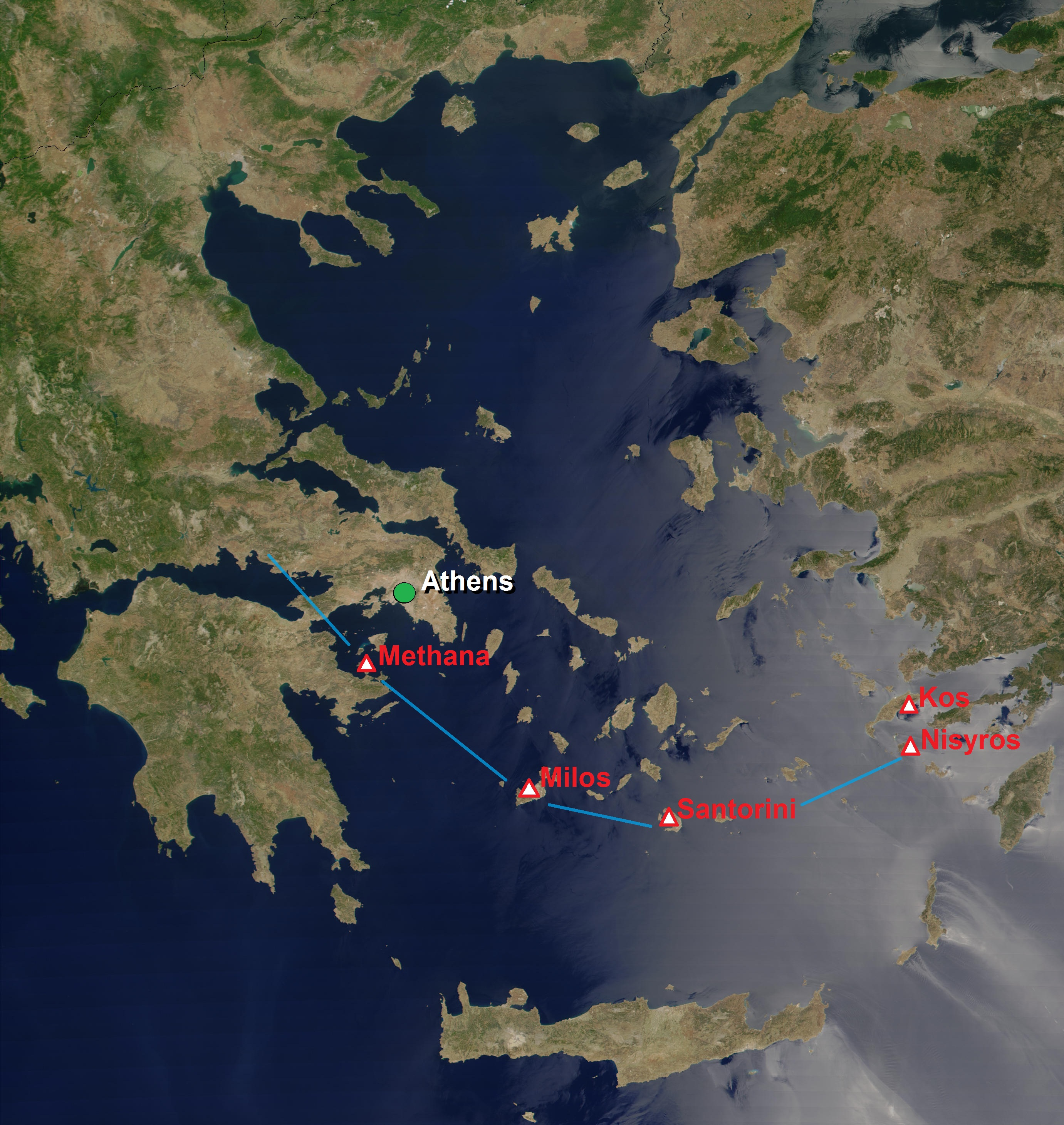
L'arco vulcanico dell'Egeo meridionale comprende i vulcani di Methana, Milo, Santorini e Nisiro

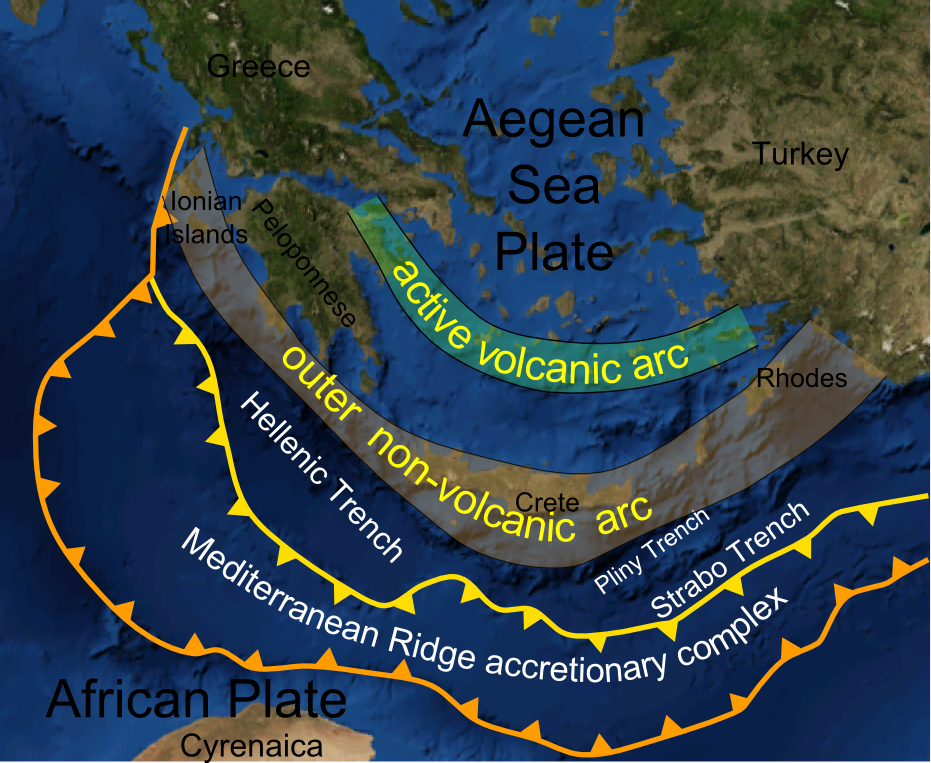
Mappa tettonica dell'Arco Ellenico

L'arco vulcanico dell'Egeo meridionale è un arco vulcanico (catena di vulcani) nel Mar Egeo meridionale causato da fenomeni tettonici come conseguenza della subduzione della placca africana al di sotto della placca eurasiatica . L'Egeo meridionale è una delle regioni che si deformano più rapidamente della cintura montuosa himalayano-alpina . È lungo circa 450 km e largo da 20 a 40 km e va dall'istmo di Corinto sulla terraferma greca alla penisola di Bodrum sulla terraferma turca. Costituisce la parte interna del cosiddetto Arco Ellenico (quella esterna è costituita da isole non vulcaniche), a sua volta delimitato dalla Fossa Ellenica, che contiene il punto più profondo del Mar Mediterraneo, l'Abisso Calipso.
La parte attiva dell'arco dell'Egeo meridionale comprende una serie di vulcani sia spenti, sia dormienti e storicamente attivi, tra cui Sousaki, Egina, Methana, Milo, Santorini e Kolumbo, Coo, Nisiro e Gyali e Akyarlar . Di questi, solo Santorini, Kolumbo e Nisiro hanno eruttato o hanno mostrato segni significativi di attività negli ultimi secoli.
Una delle eruzioni vulcaniche più note di questo arco si è verificata sull'isola di Santorini nel secondo millennio a.C.; durante questa eruzione la città dell'età del bronzo di Akrotiri fu distrutta, con resti archeologici ben conservati sotto la cenere vulcanica. Si trattò di un'eruzione con VEI compreso fra 6 e 7, il che la rende una delle eruzioni più imponenti avvenute durante la storia umana. Un'altra eruzione disastrosa, anche se notevolmente minore rispetto a quest'ultima, fu scatenata dal vulcano sottomarino Kolumbo nel 1649-50, con formazione di flussi piroclastici e di uno tsunami, causando la morte circa 70 persone sulla vicina isola di Santorini. Per questo motivo, Santorini è stato incluso nella lista dei Vulcani del decennio.